# Jaguar XK
Jaguar XK – samochód sportowy klasy wyższej produkowany przez brytyjską markę Jaguar w latach 1996 – 2014.

## Pierwsza generacja

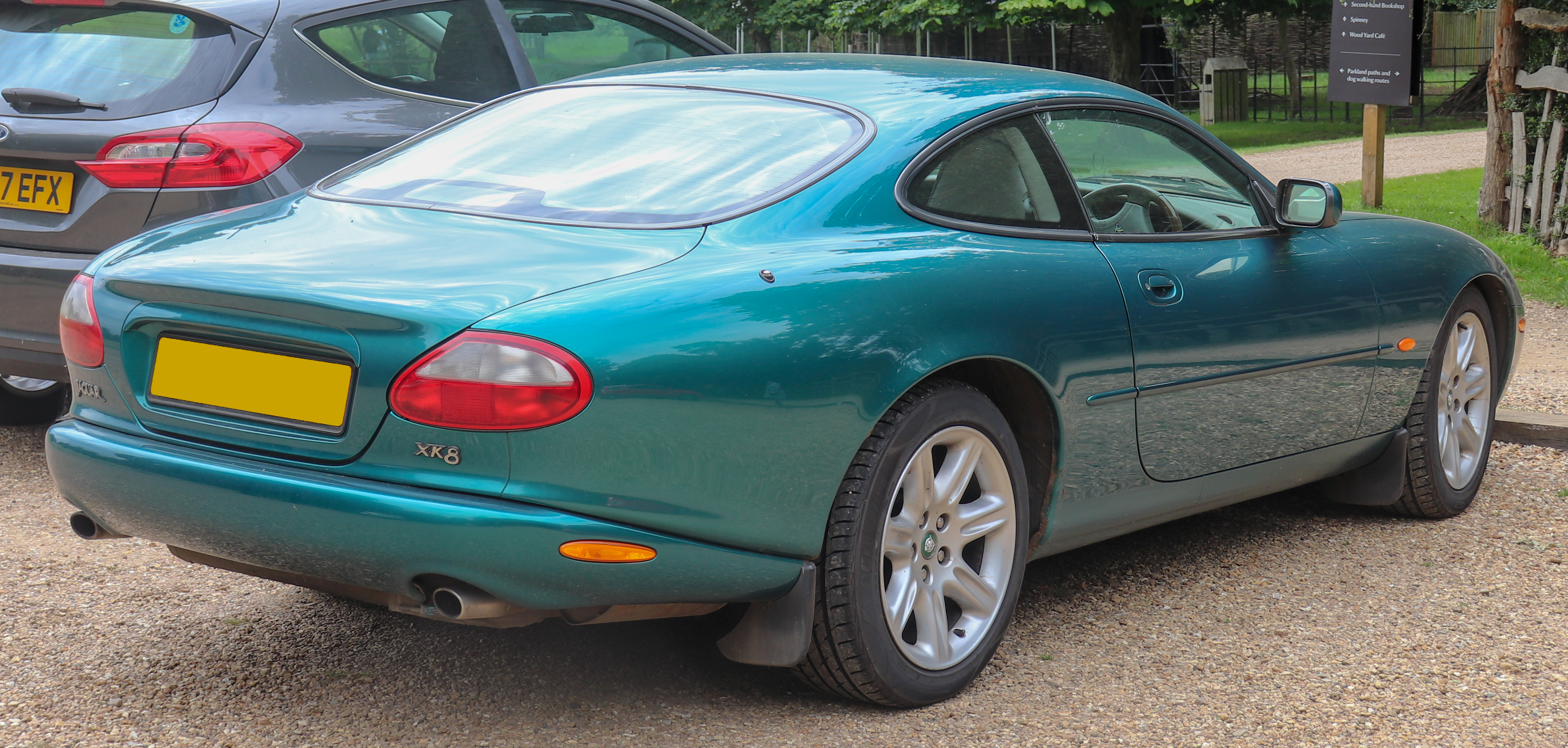
Jaguar XK I - tył

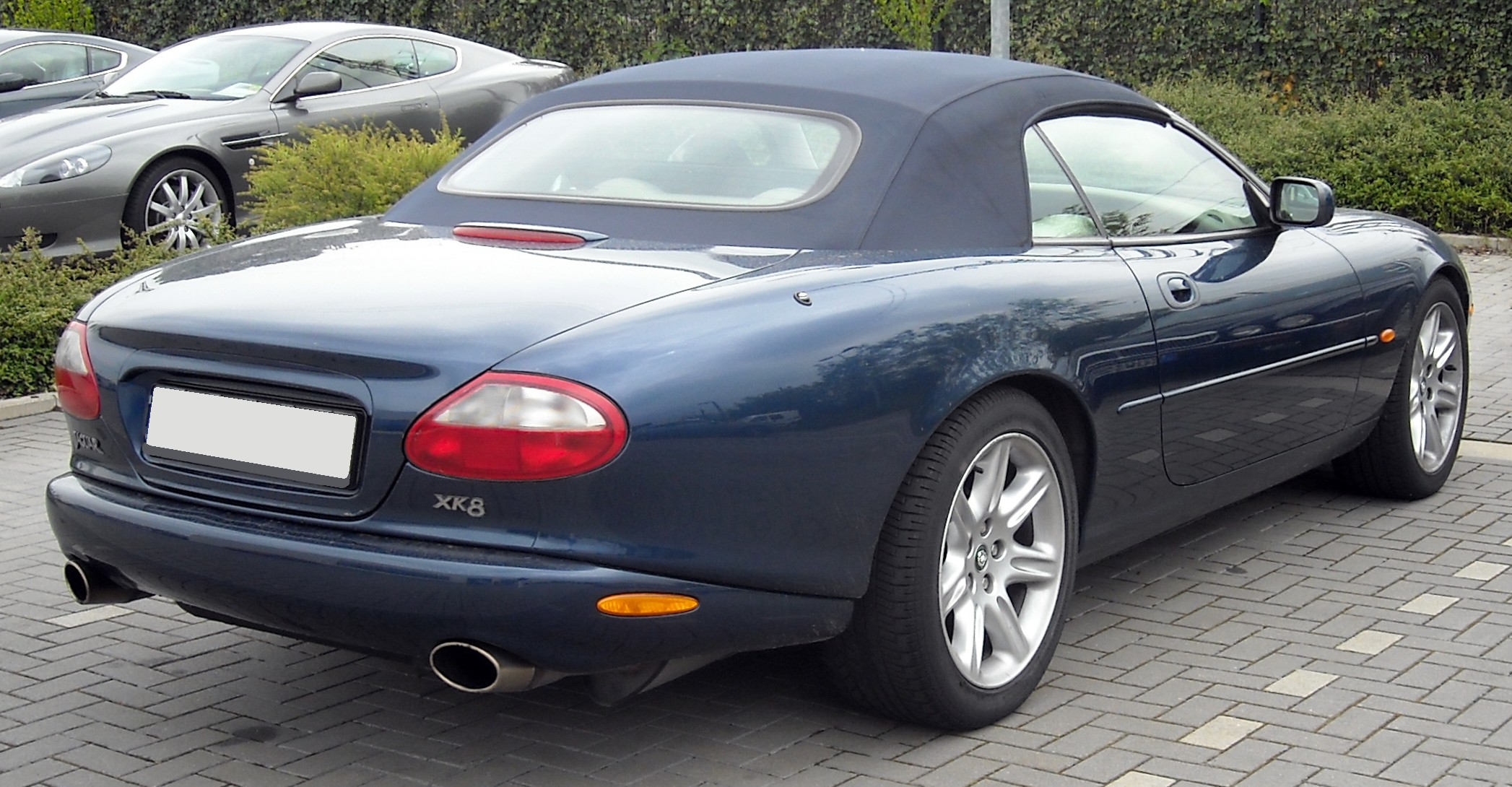
Jaguar XK I Cabriolet

Jaguar XK I został zaprezentowany po raz pierwszy w 1996 roku.
Prace konstrukcyjne nad Jaguarem XK rozpoczęły się w 1992 roku, kiedy też potwierdzono, że następca modelu XJS otrzyma nową nazwę i zupełnie nowe proporcje nadwozia, które zostały zarejestrowane w urzędzie patentowym w czerwcu 1994 roku. Oficjalna prezentacja Jaguara XK pierwszej generacji odbyła się w październiku 1996 roku. Samochód uzyskał charakterystyczną, podłużną i zarazem obfitującą w krągłości sylwetkę.

### Lifting
W 2002 roku w ofercie XK I pojawiły się zmiany - wprowadzono nowe warianty wyposażeniowe, udoskonalone jednostki napędowe i nowe kolory nadwozia. Pojawiły się także nowe wzory felg i drobne poprawki w wyglądzie.

### Dane techniczne
| Wersja        | Silnik:                              | Układ zasilania: | Śr. × skok tłoka:   | St. sprężania: | Moc maks:                            | Maks. moment obrotowy     | 0–100 km/h: | V-max:   |
| ------------- | ------------------------------------ | ---------------- | ------------------- | -------------- | ------------------------------------ | ------------------------- | ----------- | -------- |
| '96 XK8 Coupé | V8 4,0 l (3996 cm³), DOHC            | wtrysk SFi       | 86,00 mm × 86,00 mm | 10,7:1         | 294 KM (216,3 kW) przy 6100 obr./min | 393 Nm przy 4250 obr./min | 6,4 s       | 251 km/h |
| '02 XKR Coupé | V8 4,2 l (4196 cm³), DOHC, kompresor | wtrysk SFi       | 86,00 mm × 90,30 mm | 9,1:1          | 395 KM (290,8 kW) przy 6100 obr./min | 541 Nm przy 3500 obr./min | 5,4 s       | 250 km/h |

## Druga generacja

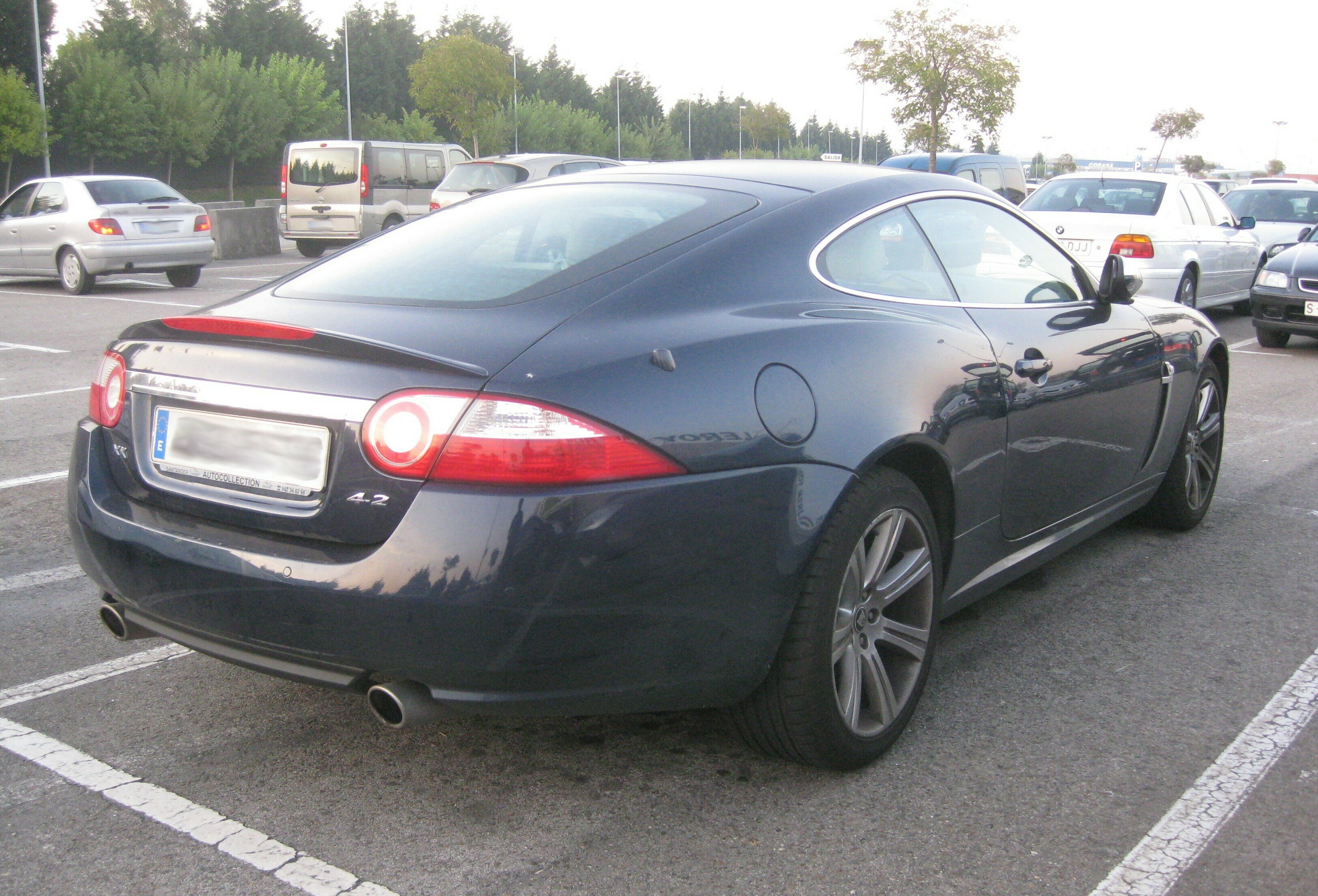
Jaguar XK II - tył

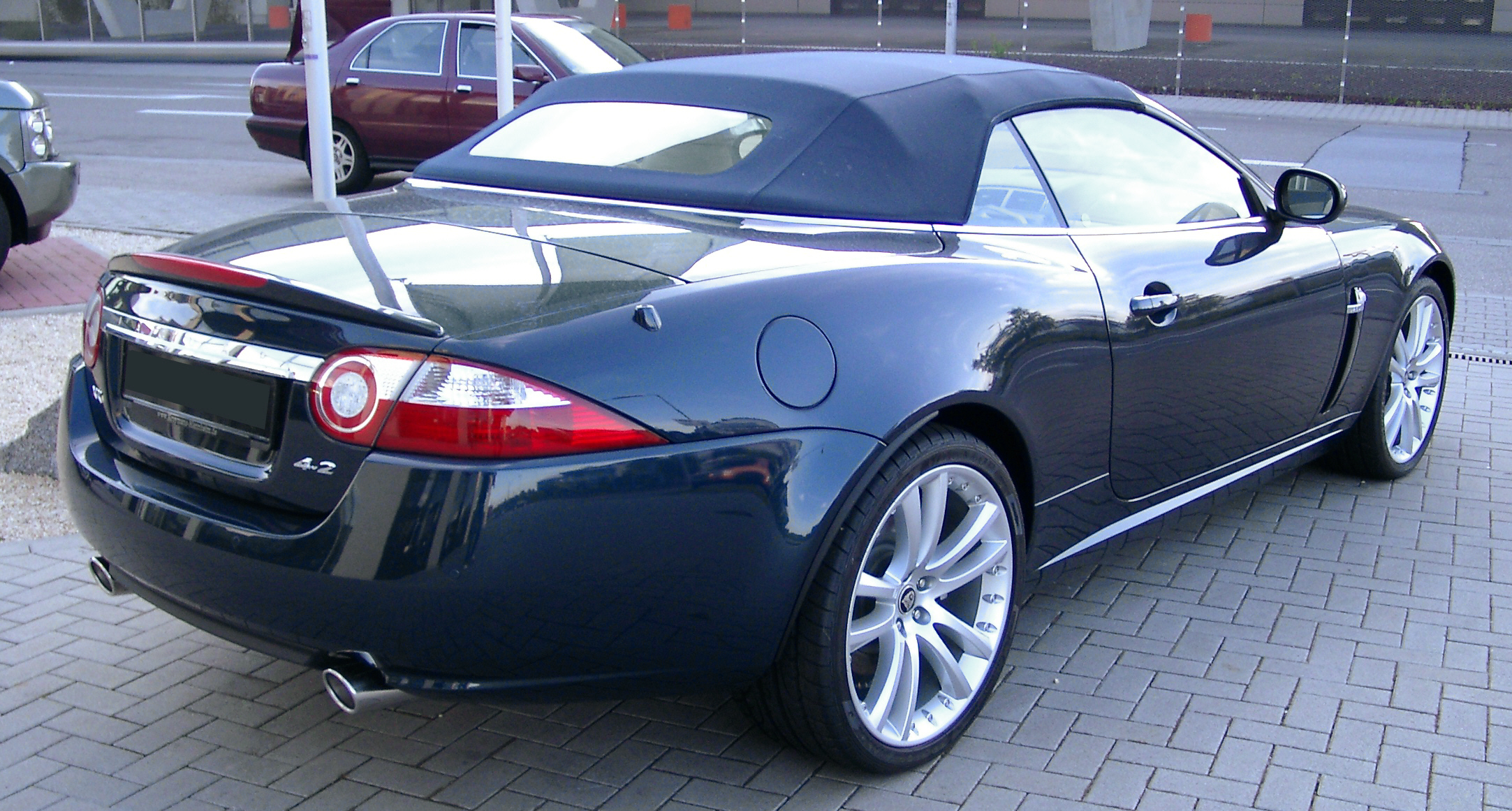
Jaguar XK II Cabriolet

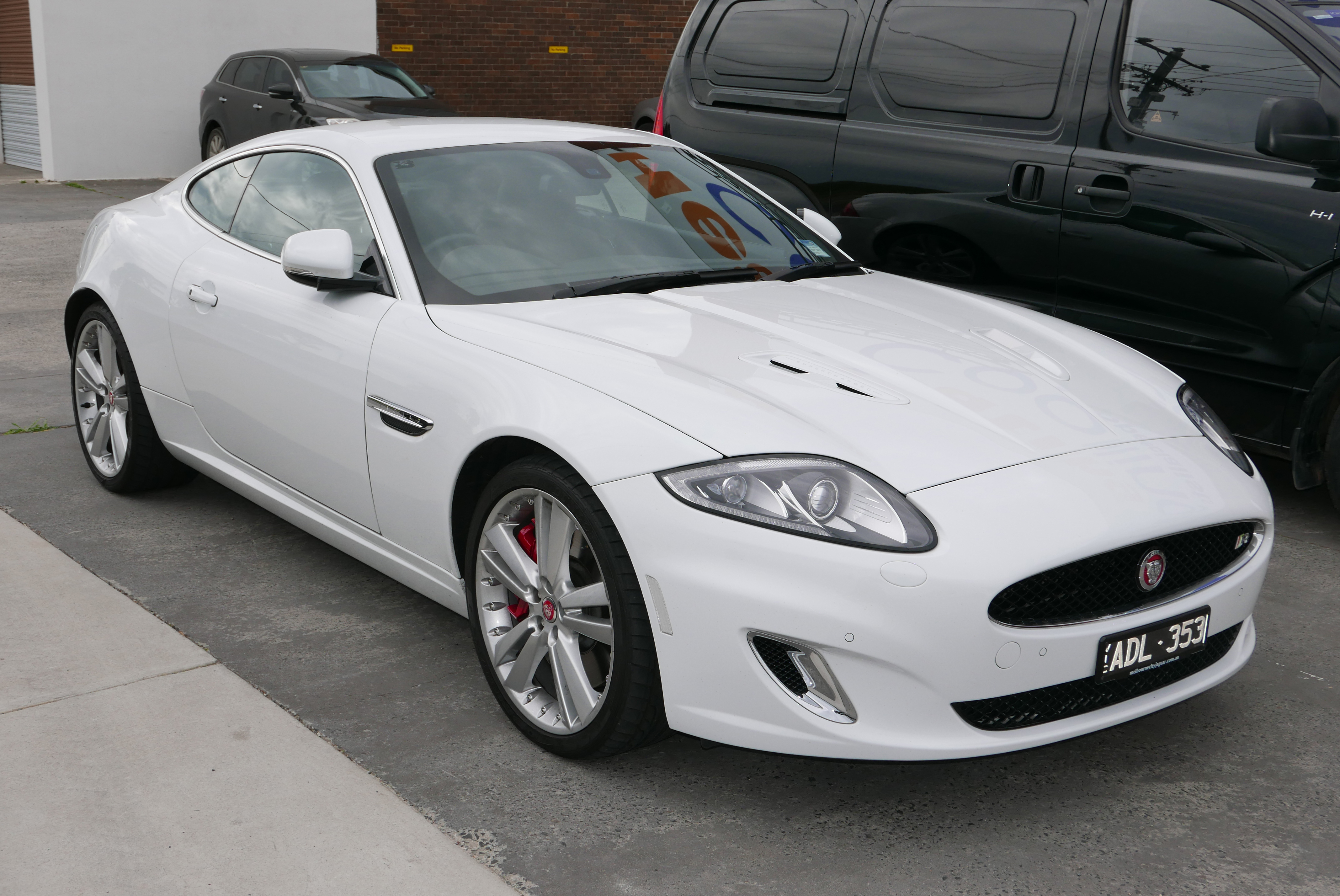
Jaguar XK II po liftingu

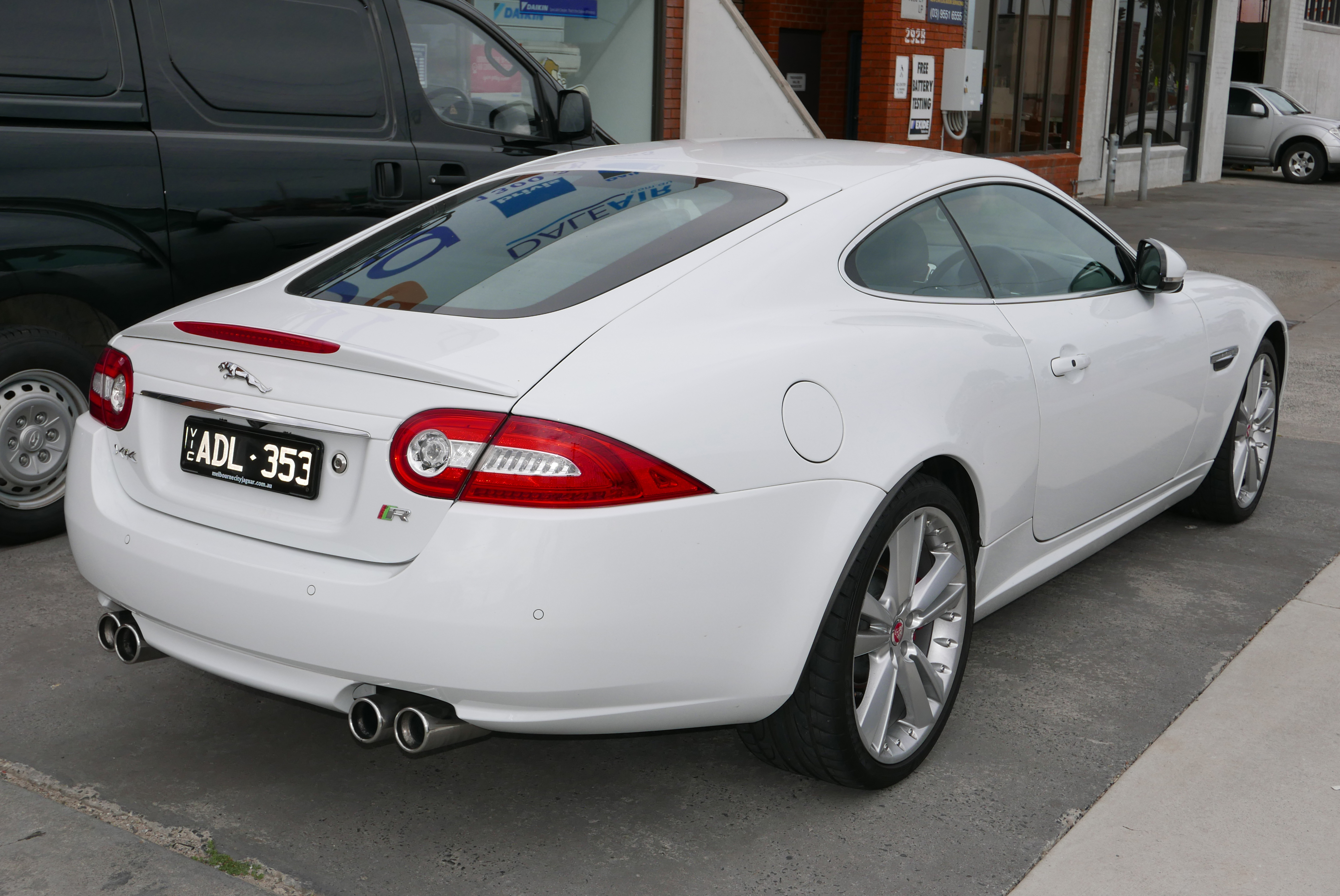
Jaguar XK II - tył po liftingu

Jaguar XK II został zaprezentowany po raz pierwszy w 2006 roku.
Oficjalna premiera drugiej generacji Jaguara XK odbyła się jesienią 2005 roku podczas Frankfurt Auto Show. Otwarta wersja kabriolet została przedstawiona z kolei 4 miesiące później, w styczniu 2006 roku podczas Detroit Auto Show. Samochód przeszedł gruntowną metamorfozę w stosunku do poprzednika - nadwozie stało się masywniejsze, urozmaicone muskularnymi nadkolami i mniej obłymi proporcjami. Samochód trafił do sprzedaży na rynkach światowych w połowie 2006 roku, pełniąc zarazem funkcję sztandarowego samochodu sportowego Jaguara.

### Pierwszy lifting
Pierwszą modernizację Jaguar XK II przeszedł w 2009 roku, w ramach której odświeżono wygląd przednich i tylnych zderzaków, a także wprowadzono najbardziej widoczną zmianę - nowe wkłady tylnych lamp. Ponadto, zaktualizowano także listę wyposażenia.

### Drugi lifting
Kolejna, znacznie rozleglejsza modernizacja XK II została przeprowadzona w 2011 roku. W jej ramach zmieniono wygląd pasa przedniego - pojawiła się nowa atrapa chłodnicy, inaczej ukształtowany zderzak i nowy kształt reflektorów z nowymi wkładami. Zmieniono także wygląd tylnych zderzaków, wprowadzono nowe kolory nadwozia i wzory felg, a także nowe warianty wyposażenia i dopracowane jednostki napędowe.

### Koniec produkcji
W marcu 2014 roku Jaguar oficjalnie ogłosił, że produkcja XK zostanie zakończona latem tego roku bez prezentacji następcy, który potencjalnie zadebiutuje w przyszłości. W 2016 roku producent jednak wycofał się z planów skonstrukowania następcy XK, przez co samochód pozostał w gamie Jaguara bez następcy. Jaguar F-Type przedstawiony w 2013 roku stał się od tamtego czasu sztandarowym samochodem sportowym Jaguara, ale nie jest on następcą XK - jest bowiem wyraźnie mniejszy. Był to pierwszy samochód Jaguara z 8-cylindrowym silnikiem o nazwie Jaguar AJ-V8.

### Dane techniczne
| Wersja    | Silnik:                              | Układ zasilania: | Śr. × skok tłoka:   | St. sprężania: | Moc maks:                            | Maks. moment obrotowy     | 0–100 km/h: | V-max:   |
| --------- | ------------------------------------ | ---------------- | ------------------- | -------------- | ------------------------------------ | ------------------------- | ----------- | -------- |
| '06 XKR   | V8 4,2 l (4196 cm³), DOHC, kompresor | wtrysk SFi       | 86,00 mm × 90,30 mm | 9,1:1          | 426 KM (313,2 kW) przy 6250 obr./min | 560 Nm przy 4000 obr./min | 5,2 s       | 250 km/h |
| '08 XKR-S | V8 4,2 l (4196 cm³), DOHC, kompresor | wtrysk SFi       | 86,00 mm × 90,30 mm | 9,1:1          | 416 KM (305,7 kW) przy 6250 obr./min | 560 Nm przy 4000 obr./min | 5,2 s       | 280 km/h |